# Petrus Norænius
Petrus Norænius, född 28 juni 1716 i Rystads församling, Östergötlands län, död 28 februari 1795 i Drothems församling, Östergötlands län, var en svensk präst.

## Biografi
Petrus Norænius föddes 28 juni 1716 i Rystads församling. Han var son till komministern Nils Norænius. Norænius blev höstterminen 1739 student vid Uppsala universitet och prästvigdes 12 juli 1752. Han tog pastoralexamen 14 maj 1766 och blev 3 februari 1766 kyrkoherde i Drothems församling. Han avled 28 februari 1795 i Drothems församling.

### Familj
Norænius gifte sig 3 februari 1766 med Margareta Elisabeth Wettelius (1734–1789). Hon var dotter till kyrkoherden Samuel Wettelius och Ingeborg Brita Ridderborg i Drothems församling. De fick tillsammans barnen Anna Charlotta Norænius (1767–1769), torparen Samuel Norænius (1769–1832) på Bjärka i Drothems församling och Anna Lisa Norænius (född 1771) som var gift med hälftenbrukaren Jaen Andersson.